# Radio Prague, les ondes de la révolte
Pour plus de détails, voir Fiche technique et Distribution.
Radio Prague, les ondes de la révolte (titre tchèque : Vlny) est un film dramatique historique tchéco-slovaque de 2024 réalisé par Jiří Mádl et qui se déroule pendant le Printemps de Prague et l'invasion ultérieure de la Tchécoslovaquie par les troupes soviétiques et du Pacte de Varsovie.

## Synopsis
En toile de fond, le Printemps de Prague et l’invasion de la Tchécoslovaquie par le pacte de Varsovie en 1968. Tomáš décroche un emploi à la radio et travaille pour des journalistes qui défient la censure de l'État. Soumis à un chantage de la police secrète tchécoslovaque, il doit choisir entre son frère dont il a la charge et le département de la radio étrangère dirigé par le célèbre journaliste Milan Weiner (cs), connu pour ses reportages indépendants malgré la censure qui y règne.

## Fiche technique
- Titre original : Vlny
- Réalisation : Jiří Mádl[1]
- Scénario : Jiří Mádl
- Musique : Simon Goff
- Photographie : Martin Žiaran
- Montage : Filip Malásek
- Sociétés de production : Dawson Films[2]
- Société de distribution : ARP Sélection (France)
- Studios : Barrandov
- Pays de production : Tchéquie, Slovaquie
- Langue originale : Tchèque
- Genre : Drame, historique
- Durée : 131 min, 115 min (France)
- Dates de sortie :
  - Tchéquie: 1er juillet 2024 (Karlovy Vary) ; 15 août 2024
  - France : 19 mars 2025[3]

## Distribution[4]
- Vojtěch Vodochodský : Tomáš Havlík
- Táňa Pauhofová : Věra Šťovíčková
- Stanislav Majer : Milan Weiner
- Vojtěch Kotek : Jiří Dienstbier
- Martin Hofmann : Luboš Dobrovský

## Réception
Le film représente la cinématographie tchèque aux Oscars dans la catégorie du meilleur film étranger. Malgré sa sortie tardive (août 2024), il est en haut du box-office tchèque pour l'année 2024 dès octobre, et troisième de l'histoire dans le pays.